# Kanata no Astra
Kanata no Astra (彼方のアストラ Kanata no Asutora?) es una serie de manga escrita por Kenta Shinohara. Fue publicada en línea desde mayo de 2016 hasta diciembre de 2017 a través de la página web y aplicación Shōnen Jump+ de Shueisha. Fue recopilada en 5 volúmenes tankōbon. Una adaptación a serie de anime producida por Lerche se estrenó el 3 de julio de 2019.

## Argumento
En el 2063, el viaje espacial se ha hecho posible y comercialmente viable.
Un grupo de estudiantes del instituto Caird hace un viaje al planeta McPa para un campamento planetario. Tan pronto como los 9 personajes llegan al planeta, un orbe extraño empieza a perseguir y absorber a los personajes y los manda al espacio al lado de un planeta helado solo con lo que llevan encima.
Las posibilidades de supervivencia parecen nulas cuando ven una nave varada en el espacio, la nave Astra, e indagando descubren que se encuentran a 5012 años luz de su planeta. Por suerte, la nave es capaz de ir más rápida que la luz y solo tardarían 2 meses, pero no tienen recursos. Debido a esto, deciden viajar de planeta a planeta para abastecerse de comida y agua para sobrevivir al viaje.
En el viaje encima del Astra suceden múltiples historias de los personajes que unen sus hilos y desvelan los pasados y futuros de cada uno.

## Personajes
Kanata Hoshijima (カナタ・ホシジマ Hoshijima Kanata?)
 Seiyū: Yoshimasa Hosoya (anime) y Yūsuke Kobayashi (CD drama)
Un joven optimista con buena capacidad atlética y capitán en el barco Astra. Si bien tiene interés en el espacio gracias a su maestro ya fallecido, su padre lo obligó a participar en actividades deportivas. Su sueño de toda la vida es poder explorar el espacio exterior mientras capitanea su propia nave. 
Aries Spring (アリエス・スプリング Ariesu Supuringu?)
 Seiyū: Inori Minase (anime) y Ayaka Suwa (CD drama)
Un miembro de la tripulación de la nave Astra con memoria eidética . Si bien sus ojos son verdes, el color de su ojo izquierdo es ligeramente pálido en comparación con el derecho. Se transfirió a la escuela hace solo un mes.
Zack Walker (ザック・ウォーカー Zakku Wōkā?)
 Seiyū: Shunsuke Takeuchi (anime) y Daiki Hamano (CD drama)
Un estudiante un poco frío e inteligente que busca convertirse en un explorador espacial y tiene una licencia de piloto espacial, lo que lo convierte en el piloto principal de Astra. Su padre trabaja en la industria de la biotecnología, que actualmente trabaja en un proyecto con la madre de Quitterie, lo que hace que Quitterie y él sean amigos de la infancia. Su sueño es pilotar su propia nave con el capitán de Kanata.
Quitterie Raffaëlli (キトリー・ラファエリ Kitorī Rafaeri?)
 Seiyū: Tomoyo Kurosawa
Una heredera rica y altanera que es hija de una médico famosa pero casi no recibió atención de su madre en su crecimiento. Le resulta difícil confiar en otras personas además de Zack, quien es su amigo de la infancia. Ahora es la "doctora" de los barcos de Astra.
Funicia Raffaëlli (フニシア・ラファエリ Funishia Rafaeri?)
 Seiyū: Hina Kino (anime) y Aimi Tanaka (CD drama)
La hermana adoptiva de Quitterie, que fue adoptada en la familia después de la muerte de sus padres. Es una chica alegre y positiva que quiere llevarse bien con Quitterie.
Luca Esposito (ルカ・エスポジト Ruka Esupojito?)
 Seiyū: Risae Matsuda (anime) y Ayumu Murase (CD drama)
Un chico naturalmente curioso y un ingeniero talentoso capaz de reparar cualquier daño al Astra. Su padre Marco es un senador controvertido.
Ulgar Zweig (ウルガー・ツヴァイク Urugā Tsuvaiku?)
 Seiyū: Kōki Uchiyama (anime) y Kyousuke Kitayama (CD drama)
Un niño tranquilo, antisocial, pero muy inteligente que no se lleva bien con el resto de la tripulación. Su padre es el subdirector de Caird High. Es bueno manejando un arma. Su difunto hermano mayor era un periodista independiente que se topó con un secreto que no debería tener y que resultó en su muerte.
Yun-Hua Lu (ユンファ・ルー Yunfa Rū?)
 Seiyū: Saori Hayami
Una chica tímida y callada que se disculpa constantemente por todo lo que hace como resultado de ser reprimida emocionalmente por su madre, Lucy Lum, una cantante de fama mundial. Yun-Hua tiene una gran voz para cantar, pero su madre la reprendió constantemente y le dijo que no debía llamar la atención.
Charce Lacroix (シャルス・ラクロワ Sharusu Rakurowa?)
 Seiyū: Nobunaga Shimazaki (anime) y Sōichirō Hoshi (CD drama)
Un estudiante botánico guapo e inteligente que utiliza sus habilidades de cocina y botánica para garantizar que la tripulación se alimente adecuadamente. Actúa como el primer compañero de Kanata.

## Contenido de la obra

### Manga
Kanata no Astra fue publicada en la aplicación en línea Shōnen Jump+ de la editorial Shueisha del 9 de mayo de 2016 al 30 de diciembre de 2017 constando de 49 capítulos divididos en 5 volúmenes Tankōbon siendo el primer volumen publicado el 4 de julio de 2016. 
| N.º | Lanzamiento            | ISBN                   |
| --- | ---------------------- | ---------------------- |
| 1   | 4 de julio de 2016     | ISBN 978-4-08-880843-7 |
| 2   | 4 de noviembre de 2016 | ISBN 978-4-08-880869-7 |
| 3   | 4 de abril de 2017     | ISBN 978-4-08-881065-2 |
| 4   | 4 de agosto de 2017    | ISBN 978-4-08-881144-4 |
| 5   | 2 de febrero de 2018   | ISBN 978-4-08-881314-1 |

### Anime
El 5 de febrero de 2019 se anunció una adaptación a serie de anime. La serie está animada por Lerche y dirigida por Masaomi Andō, con Norimitsu Kaihō manejando la composición de la serie, y Keiko Kurosawa diseñando los personajes. Masaru Yokoyama y Nobuaki Nobusawa componen la música de la serie. Se estrenó el 3 de julio de 2019 en AT-X, Tokyo MX, TVA, KBS, SUN y BS11. El primer episodio se emitió como un especial de una hora. Nonoc interpretó el tema de apertura de la serie "star*frost", mientras que el tema de cierre, "Glow at the Velocity of Light", fue interpretado por Riko Azuna.
Funimation obtuvo la licencia de la serie fuera de Asia. Tras la adquisición de Crunchyroll por parte de Sony, la serie se trasladó a Crunchyroll obteniendo la licencia de la serie fuera de Asia.

#### Lista de episodios
| N.º | Título         | Estreno             |
| --- | -------------- | ------------------- |
| 1   | «Planet Camp»  | 3 de julio de 2019  |
| 2   | «Wilderness»   | 10 de julio de 2019 |
| 3   | «Meteor»       | 17 de julio de 2019 |
| 4   | «Star of Hope» | 24 de julio de 2019 |
| 5   | «Paradise»     | 31 de julio de 2019 |